# Kazielnica
Kazielnica (440 m) – wzniesienie w Bzowie – dawnej wsi, obecnie będącej częścią miasta Zawiercie w województwie śląskim, w powiecie zawierciańskim. Pod względem geograficznym znajduje się w mezoregionie Wyżyna Częstochowska, która jest częścią Wyżyny Krakowsko-Częstochowskiej.
Kazielnica to niewielkie, porośnięte lasem wzniesienie, z wszystkich stron otoczone łąkami Bzowa. Wśród łąk po jego południowo-wschodniej stronie wznosi się samotna Skała Rzędowa, pomiędzy nią a Kazielnica są jeszcze dwie niewielkie wapienne skałki. Za niewielkim pasem łąk po wschodniej stronie Kazielnicy jest porośnięta lasem Góra Rzędowa.